# Conus gonsaloi
Espèce
Conus gonsaloi est une espèce de mollusques gastéropodes marins de la famille des Conidae.
Comme toutes les espèces du genre Conus, ces escargots sont prédateurs et venimeux. Ils sont capables de « piquer » les humains et doivent donc être manipulés avec précaution, voire pas du tout.

## Description
.

## Distribution
Cette espèce marine dans l'océan Atlantique au large du Cap-Vert.

## Taxonomie

### Publication originale
L'espèce Conus gonsaloi a été décrite pour la première fois en 2014 par les malacologistes Carlos Manuel Lourenço Afonso (d) (1973-) et Manuel Jimenez Tenorio (d) (1965-) dans la publication intitulée « Xenophora Taxonomy »,.

### Synonymes
- Africonus gonsaloi Afonso & Tenorio, 2014 · appellation alternative
- Conus (Lautoconus) gonsaloi (Afonso & Tenorio, 2014) · non accepté

## Identifiants taxonomiques
Chaque taxon catalogué par les bases de données biologiques et taxonomiques possède un identifiant qui permet d'établir un point de référence. Les identifiants de Conus gonsaloi dans les principales bases sont les suivants :
BOLD : 901936 - CoL : XXH9 - WoRMS : 759961